# Шигали (Высокогорский район)
 Шигали  — село в Высокогорском районе Татарстана. Входит в состав Семиозерского сельского поселения.

## География
Находится в северо-западной части Татарстана на расстоянии приблизительно 15 км на запад-северо-запад по прямой от районного центра поселка Высокая Гора у речки Солонка.

## История
Основано в 1910—1911 годах. До 1927 года входило в Ковалинскую (с 1924 г. Менделинскую) волость Казанского уезда Казанской губернии (с 1920 года — Арского кантона Татарской АССР). После введения районного деления в Татарской АССР в составе Казанского пригородного (1927—1938), Юдинского (1938—1958), Высокогорского (1959—1963), Зеленодольского укрупнённого (1963—1965) и вновь Высокогорского (1965—1998) районов Татарской АССР (Республики Татарстан). На низшем административном уровне Шигали входило в Шигалинский (1918—1959) и Семиозёрский (с 2005 года сельское поселение) сельсоветы.

## Население
Постоянных жителей было в 1920 году — 327, в 1926—279, в 1938—607, в 1949—450, в 1958—510, в 1970—278, в 1989—114, 141 в 2002 году (русские 35 %, татары 42 %), 112 в 2010.